# Accord d'Ohrid
Cet article concerne l'accord de 2023 entre le Kosovo et la Serbie. Pour les accords de paix signés en 2001 par le gouvernement de la République de Macédoine et les représentants de la minorité albanaise, voir Accords d'Ohrid.
 (septembre 2023).
L'Accord en vue de la normalisation des relations entre le Kosovo et la Serbie,, officieusement connu sous le nom d'accord d'Ohrid,,, est un accord négocié par l'Union européenne qui vise à normaliser les relations diplomatiques entre la république du Kosovo et la république de Serbie. Le 27 février 2023, il est accepté verbalement par le Premier ministre du Kosovo, Albin Kurti, et le président de la république de Serbie, Aleksandar Vučić, et un plan pour sa mise en œuvre est convenu le 18 mars 2023,.

## Contexte
En 2008, la république du Kosovo déclare unilatéralement son indépendance de la Serbie. Le Kosovo et la Serbie conviennent en 2013 d'un dialogue facilité par l'Union européenne (UE), et parvenir à un accord avec le Kosovo est une condition pour que la Serbie rejoigne l'UE.

## Histoire
Initialement connu sous le nom de « proposition franco-allemande », l'accord est rédigé par des diplomates français et allemands basés dans la région et s'inspire du modèle des « deux Allemagnes » de la guerre froide. Le 5 décembre 2022, l'Union européenne présente un projet de proposition au Kosovo et à la Serbie lors du sommet UE-Balkans occidentaux à Tirana. Le 27 février 2023, le président serbe, Aleksandar Vučić, et le Premier ministre kosovar, Albin Kurti, se rencontrent à Bruxelles pour discuter d'un accord dans lequel ils acceptent le projet de l'UE. Josep Borrell, haut représentant de l'Union pour les affaires étrangères et la politique de sécurité, déclare qu'aucune discussion supplémentaire n'est nécessaire concernant le plan lui-même et que les négociations futures seront consacrées à sa mise en œuvre. Kurti et Vučić se rencontrent à nouveau le 18 mars à Ohrid, en Macédoine du Nord, et acceptent verbalement une feuille de route pour la mise en œuvre de l'accord,.

## Accord
Bien que l'accord n'exige pas explicitement que la Serbie reconnaisse le Kosovo comme indépendant, il empêche la Serbie de s'opposer à l'adhésion du Kosovo aux organisations internationales telles que le Conseil de l'Europe, l'Union européenne ou l'OTAN en plus d'exiger de la Serbie qu'elle reconnaisse les symboles nationaux, passeports, diplômes et plaques d'immatriculation du Kosovo. Le Kosovo est tenu d'assurer un niveau approprié d'autogestion à sa communauté ethnique serbe. Le but ultime de l'accord est de créer « un accord juridiquement contraignant sur la normalisation globale des relations [Kosovo-Serbie]. ». Dans le texte de l'accord, le nom Kosovo est utilisé sans astérisque et les deux parties sont désignées nommément, c'est-à-dire en tant que « Serbie » et « Kosovo », plutôt que « Belgrade » et « Pristina ».

### Dispositions
Les dispositions de l'accord comprennent :
- Les deux parties doivent développer des relations normales de bon voisinage.
- Les parties reconnaîtront mutuellement leurs documents et symboles nationaux respectifs, notamment les passeports, diplômes, plaques d'immatriculation et timbres douaniers.
- Les deux parties respecteront mutuellement leur indépendance, leur autonomie et leur intégrité territoriale ainsi que leur droit à l’autodétermination.
- Les parties régleront tout différend entre elles exclusivement par des moyens pacifiques et s'abstiendront de la menace ou du recours à la force.
- Aucun des deux ne peut représenter l’autre sur la scène internationale.
- La Serbie ne s'opposera pas à l'adhésion du Kosovo à une quelconque organisation internationale.
- Aucune des deux parties ne bloquera, ni n'encouragera les autres à bloquer, les progrès de l'autre partie sur sa voie respective vers l'UE.
- Le gouvernement du Kosovo s'engagera à garantir un niveau approprié d'autogestion à la communauté ethnique serbe du Kosovo.
- Le Kosovo assurera la sécurité des biens de l'Église orthodoxe serbe à l'intérieur de ses frontières.
- Le Kosovo et la Serbie échangeront des missions permanentes dans leurs capitales respectives.
- Les deux parties doivent continuer à mettre en œuvre les accords antérieurs.

### Mise en œuvre
L'annexe concernant la mise en œuvre de l'accord est approuvée par les dirigeants du Kosovo et de la Serbie le 18 mars 2023. Un comité de suivi conjoint présidé par l'Union européenne doit être formé dans les 30 jours pour surveiller la mise en œuvre de l'accord. L'Union européenne modifiera les critères du chapitre 35 pour la Serbie afin de refléter les nouvelles obligations de la Serbie découlant de l'accord et de l'annexe. Les nouvelles obligations du Kosovo découlant de l'accord et de l'annexe sont également incluses dans sa procédure d'adhésion à l'UE. Les deux parties reconnaissent que le non-respect des dispositions de l'accord entraînerait des conséquences négatives, tant en termes d'aide que d'adhésion à l'Union européenne,. Josep Borrell informé les ministres des Affaires étrangères de l'UE que la mise en œuvre de l'accord sera « supervisée par une commission juridiquement contraignante composée des deux pays et de l'Union européenne ».
Lors d'un sommet du Conseil européen le 23 mars 2023, Borrell avertit les dirigeants de la Serbie et du Kosovo que « toute tentative de remettre en question l'accord est vaine. Cet accord a été conclu. Il faut le mettre en œuvre. Et il n’y a pas de place pour choisir. Nous surveillerons de près qui le met en œuvre et qui ne le fait pas. »,,.
Les représentants du Kosovo et de la Serbie se rencontrent à Bruxelles le 4 avril 2023 pour discuter plus en détail de la mise en œuvre de l'accord. Les questions abordées comprennent l'autonomie de la communauté ethnique serbe du Kosovo et la reconnaissance mutuelle des diplômes. Les deux parties parviennent également à un accord sur les personnes disparues. Par la suite, il est décidé que la prochaine rencontre entre Kurti et Vučić pourrait avoir lieu le 22 avril si Vučić est prêt à une telle réunion,.
Un comité de suivi conjoint chargé de superviser la mise en œuvre de l'accord est formé le 19 avril 2023. Les membres du comité sont Miroslav Lajčák, représentant l'UE, Agron Bajrami, représentant le Kosovo, et Petar Petković, représentant la Serbie. Le mandat de la commission doit être convenu le 2 mai 2023 et elle doit se réunir régulièrement à Bruxelles,.
Le 24 avril 2023, la Serbie semble violer les termes de l'accord, notamment l'article 4, en votant contre l'adhésion du Kosovo au Conseil de l'Europe,. Malgré l'opposition de la Serbie, la candidature du Kosovo dépasse le seuil des 2/3 requis par le Comité des ministres et est renvoyée à l'Assemblée parlementaire pour examen. Après le vote, le président serbe Vučić s'en prend aux puissances occidentales, leur demandant de ne pas « mentir et tricher » et « d'interpréter les choses comme bon leur semble, et non comme écrit ou convenu » et le ministre des Affaires étrangères, Ivica Dačić, décrit les événements comme « un jour de honte pour le Conseil de l'Europe »,,. La Serbie menace également de ne plus respecter l'intégrité territoriale des pays ayant voté en faveur de l'adhésion du Kosovo ou s'étant abstenus, citant notamment le Monténégro, qui a voté pour, et l'Ukraine et la Bosnie-Herzégovine, qui se sont abstenues,,,. Un porte-parole de l'Union européenne déclare qu'elle « avait pris note » du vote de la Serbie contre l'adhésion du Kosovo au Conseil de l'Europe, mais ajoute que « l'accord est vivant parce qu'il progresse » et que Vučić et Kurti se rencontreront à nouveau la semaine suivante.
Le 2 mai 2023, Vučić et Kurti se rencontrent à Bruxelles et parviennent à un accord pour « coopérer étroitement sur l'identification des tombes et garantiront un accès complet à des informations fiables et précises qui aident à localiser et à identifier les personnes disparues du 1er janvier 1998 au 31 décembre 2000 »,. Les deux ne réussissent en revanche pas à s'entendre sur la structure d'une association d'autogestion proposée pour la communauté ethnique serbe du Kosovo.

## Réactions

### Kosovo
Le 18 mars 2023, le Premier ministre kosovar, Albin Kurti, déclare que, en acceptant les termes de l'accord, la Serbie avait de facto reconnu le Kosovo en tant qu'État le 27 février 2023. Il ajoute que, en l'absence de Vučić signant physiquement le document, l'Union européenne devrait veiller à ce qu'il reste juridiquement et internationalement contraignant pour les parties. Le 20 mars 2023, Kurti déclare lors d'une réunion avec des diplomates étrangers à Pristina que, grâce à l'accord, la voie pour que le Kosovo rejoigne le Conseil de l'Europe est désormais ouverte. Le 23 mars 2023, Kurti dit à l'Assemblée du Kosovo qu'il a reçu des garanties de l'UE et des États-Unis sur la mise en œuvre de l'accord et qualifie l'accord d'« arme puissante » qui devrait être utilisée de la meilleure façon pour le Kosovo. Il réitère également son engagement à mettre en œuvre l'accord en déclarant : « Si nous voulons être traités comme un État et être reconnus comme tel, je ne peux pas me soustraire aux obligations des traités internationaux que nous avons conclus ».

### Serbie
Après avoir signalé son acceptation du texte de l'accord principal lors de la réunion de haut niveau à Bruxelles le 27 février 2023, le président serbe, Aleksandar Vučić, semble changer de position dans une interview télévisée le lendemain soir, affirmant qu'« il n'y a pas d'accord » et qu'« [il] ne laisser[a] pas le Kosovo entrer à l'ONU », après qu'il a été accusé par des partis d'extrême droite et nationalistes de trahir les intérêts nationaux. Après la réunion d'Ohrid le 18 mars 2023, Vučić déclare le lendemain en direct à la télévision qu'il travaillera à la mise en œuvre de l'accord tant qu'il ne sera pas tenu de reconnaître de jure l'indépendance du Kosovo ou de soutenir son adhésion à l'ONU, ce qu'il qualifie de lignes rouges. Il déclare qu'il ne signerait aucun accord maintenant, ni dans les quatre prochaines années parce que son bras lui fait mal, disant : « J'ai une douleur atroce dans la main droite, je ne peux signer qu'avec ma main droite et cette douleur devrait continuer pendant les quatre prochaines années »,. Les partisans des partis d'extrême droite et nationalistes protestent contre l'accord et bloquent les routes à Belgrade le 24 mars. Beaucoup exigent la démission de Vučić et portent des tee-shirts arborant le symbole pro-russe « Z », associé à l'invasion de l'Ukraine par la Russie,.

### Organisations
- Lors de l'examen de la demande d'adhésion du Kosovo au Conseil de l'Europe, le Comité des ministres cite l'Accord d'Ohrid et souligne l'importance pour toutes les parties de le mettre en œuvre de bonne foi[42].
- Le haut représentant de l'Union européenne pour les affaires étrangères et la politique de sécurité, Josep Borrell, qualifie l'accord de « réalisation significative »[6]. Le Conseil européen salue l'accord le 23 mars 2023 et exhorte toutes les parties à s'acquitter de leurs obligations de bonne foi[43],[44].

### Pays
- Le Premier ministre albanais, Edi Rama, se félicite que le Kosovo et la Serbie aient accepté les termes de l'accord[45].
- Le chancelier allemand, Olaf Scholz, salue l'accord le 7 mars 2023 et déclare qu'il s'attend à des résultats constructifs prochainement[46].
- Les Émirats arabes unis se félicitent de cet accord[47].
- L'accord est salué par les États-Unis, qui exhortent les deux parties à commencer immédiatement sa mise en œuvre[48],[13] L'envoyé spécial des États-Unis pour les Balkans occidentaux, Gabriel Escobar, déclare que les États-Unis considèrent que l'accord est juridiquement contraignant pour les parties[49],[50].
- Le président français, Emmanuel Macron, exprime son soutien à l'accord[51]. Le gouvernement français encourage fortement les deux parties à agir de manière responsable et à mettre en œuvre leurs obligations en vertu de l'accord[52]. Les diplomates français préviennent qu'il y aura des conséquences si les termes de l'accord ne sont pas appliqués[53].
- Le ministère des Affaires étrangères d'Irlande décrit l’accord comme une étape importante et ajoute que sa mise en œuvre est désormais essentielle[54].
- Le ministre des Affaires étrangères de Macédoine du Nord, Bujar Osmani, félicite les deux parties pour être parvenues à un accord[55].
- Le ministère des Affaires étrangères de Norvège félicite le Kosovo, la Serbie et l'UE pour avoir conclu un accord[54].
- Les diplomates britanniques à Belgrade et à Pristina saluent l'accord et les mesures courageuses prises par les dirigeants du Kosovo et de la Serbie pour y parvenir et exhortent les deux parties à agir rapidement pour que ses dispositions deviennent réalité[56].
- Le ministre des Affaires étrangères de Slovénie déclare : « Je peux dire que nous avions des attentes plus ambitieuses de toutes parts, mais maintenant qu'au moins nous avons une base, la mise en œuvre sera importante »[57].
- L'ambassadeur de Suède au Kosovo salue l'accord[58].
- Le gouvernement suisse salue l'accord et déclare qu'il s'engage à soutenir sa mise en œuvre[59].
- La Turquie salue l'accord et espère que les parties en respecteront les termes[60],[61].